# پیر روفو
پیر روفو (انگلیسی: Pierre Ruffaut؛ زادهٔ ۱۷ ژوئن ۱۹۸۷) بازیکن فوتبال است.